# Ella Junnila
Ella Juulia Junnila (Espoo, 6 de diciembre de 1998) es una deportista finlandesa que compite en atletismo. Ganó una medalla de bronce en el Campeonato Europeo de Atletismo en Pista Cubierta de 2021, en la prueba de salto de altura.

## Palmarés internacional
| Campeonato Europeo en Pista Cubierta | Campeonato Europeo en Pista Cubierta | Campeonato Europeo en Pista Cubierta | Campeonato Europeo en Pista Cubierta |
| Año                                  | Lugar                                | Medalla                              | Prueba                               |
| ------------------------------------ | ------------------------------------ | ------------------------------------ | ------------------------------------ |
| 2021                                 | Toruń (Polonia)                      | Medalla de bronce                    | Salto de altura                      |